# Семісолинське сільське поселення
Семісо́линське сільське поселення (рос. Семисолинское сельское поселение) — муніципальне утворення у складі Моркинського району Марій Ел, Росія. Адміністративний центр — присілок Семісола.

## Історія
Станом на 2002 рік існували Малокушнінська сільська рада (присілки Кокрем, Кушнанур, Малий Шор'ял, Машнур, Нижня, Шордур, Шурга), Петровська сільська рада (село Петровське, селище Унжинський) та Семісолинська сільська рада (присілки Алмаметьєво, Великий Шор'ял, Малиновка, Малі Морки, Нурумбал, Семісола, Сердеж, Тумер, Чукша, Ядиксола). Пізніше селище Уньжинський було передане до складу Шоруньжинського сільського поселення.

## Населення
Населення — 1827 осіб (2019, 2270 у 2010, 2591 у 2002).

## Склад
До складу поселення входять такі населені пункти:
| Населений пункт          | Населення, осіб (2002) | Населення, осіб (2010) |
| ------------------------ | ---------------------- | ---------------------- |
| Алмаметьєво, присілок    | 406                    | 377                    |
| Великий Шор'ял, присілок | 117                    | 93                     |
| Кокрем, присілок         | 28                     | 20                     |
| Кушнанур, присілок       | 18                     | 11                     |
| Малий Шор'ял, присілок   | 99                     | 97                     |
| Малиновка, присілок      | 6                      | 2                      |
| Малі Морки, присілок     | 119                    | 105                    |
| Машнур, присілок         | 7                      | 7                      |
| Нижня, присілок          | 309                    | 290                    |
| Нурумбал, присілок       | 124                    | 117                    |
| Петровське, село         | 359                    | 280                    |
| Семісола, присілок       | 378                    | 362                    |
| Сердеж, присілок         | 52                     | 39                     |
| Тумер, присілок          | 6                      | 3                      |
| Чукша, присілок          | 42                     | 27                     |
| Шордур, присілок         | 331                    | 283                    |
| Шурга, присілок          | 50                     | 30                     |
| Ядиксола, присілок       | 140                    | 127                    |